# Phan Thanh, Cao Bằng
Phan Thanh là một xã thuộc tỉnh Cao Bằng, Việt Nam.

## Địa lý
Xã Phan Thanh nằm ở phía tây nam huyện Nguyên Bình, có vị trí địa lý:
- Phía đông giáp xã Quang Thành và xã Thành Công
- Phía tây giáp tỉnh Bắc Kạn
- Phía nam giáp tỉnh Bắc Kạn và xã Thành Công
- Phía bắc giáp thị trấn Tĩnh Túc và các xã Ca Thành, Mai Long, Vũ Nông.

Xã Phan Thanh có diện tích 52,22 km², dân số năm 2019 là 3.150 người, mật độ dân số đạt 60 người/km².
Trên địa bàn xã có một số ngọn núi như Cà Thoong, Pia Nón. sông Năng và sông Pác Phán chảy qua địa phận xã Phan Thanh.

## Lịch sử
Sau năm 1975, Phan Thanh là một xã thuộc huyện Nguyên Bình.
Xã Phan Thanh được chia thành 10 xóm: Bình Đường, Bản Chiếu, Lũng Chủ, Nặm Sơ, Tổng Sinh, Phúng Liáng, Cáng Cam, Phiêng Lầu, Pác Cai, Nà Mùng.
Ngày 9 tháng 9 năm 2019, Hội đồng Nhân dân tỉnh Cao Bằng ban hành Nghị quyết số 27/NQ-HĐND về việc:
- Sáp nhập hai xóm Tổng Sinh và Nặm Sơ thành xóm Tổng Sơ
- Sáp nhập một phần xóm Bản Chiếu vào xóm Phiêng Lầu
- Sáp nhập một phần xóm Lũng Chủ vào xóm Pác Cai
- Sáp nhập phần còn lại của xóm Lũng Chủ vào phần còn lại của xóm Bản Chiếu.

## Hành chính
Xã Phan Thanh được chia thành 8 xóm: Bản Chiếu, Bình Đường, Cáng Cam, Nà Mùng, Pác Cai, Phiêng Lầu, Phúng Liáng, Tổng Sơ.